# Ákra Akrítas
Ákra Akrítas är en udde i Grekland.   Den ligger i regionen Peloponnesos, i den södra delen av landet, 220 km sydväst om huvudstaden Aten.
Terrängen inåt land är kuperad åt nordväst, men norrut är den platt. Havet är nära Ákra Akrítas söderut.  Närmaste större samhälle är Koróni, 11,0 km nordost om Ákra Akrítas. 